# Vasile Cervinski
Vasile Cervinski a fost un economist moldovean, care a fost ales ca membru titular al Academiei de Științe a Moldovei.
La data de 1 august 1961 a fost ales ca membru titular al Academiei de Științe a Moldovei.